# Cutervodesmus simplex
Cutervodesmus simplex är en mångfotingart som beskrevs av Sergei I. Golovatch 1996. Cutervodesmus simplex ingår i släktet Cutervodesmus och familjen Fuhrmannodesmidae. Inga underarter finns listade i Catalogue of Life.